# Cat Ballou
Cat Ballou is een Amerikaanse komische western uit 1965 onder regie van Elliot Silverstein.
Lee Marvin won voor zijn dubbelrol van aan de drank geraakte scherpschutter Kid Shelleen resp. kille gangster Tim Strawn zowel een Academy Award als een Golden Globe Award en een BAFTA Award.

## Verhaal
Cat Ballou huurt Kid Shelleen in om haar vader te beschermen tegen een gangster. Ze komt er echter spoedig achter dat Kid Shelleen onbetrouwbaar is vanwege zijn drankprobleem. Als haar vader wordt vermoord, neemt ze het recht in eigen handen.